# Glenvar
Glenvar – jednostka osadnicza w Stanach Zjednoczonych, w stanie Wirginia, w hrabstwie Roanoke.